# رسول جماعتی مالوانی
رسول جماعتی (زادهٔ ۱۳۴۷ در فومن) نمایندهٔ حوزهٔ انتخابیهٔ فومن و شفت در دورهٔ ششم مجلس شورای اسلامی بوده‌است. وی منتخب دوره پنجم مجلس شوراي اسلامي از حوزه انتخابیه فومن و شفت در سال ۷۴ نیز بوده که آرایش باطل شد. 